# Hrabia Cranbrook

## Informacje ogólne
- Dodatkowymi tytułami hrabiego Cranbrook są:
  - wicehrabia Cranbrook
  - baron Medway
- Najstarszy syn hrabiego Cranbrook nosi tytuł lorda Medway
- Rodową siedzibą hrabiów Cranbrook jest Great Glemham House w Saxmundham w hrabstwie Suffolk

Hrabiowie Cranbrook 1. kreacji (parostwo Zjednoczonego Królestwa)
- 1892–1906: Gathorne Gathorne-Hardy, 1. hrabia Cranbrook
- 1906–1911: John Stewart Gathorne-Hardy, 2. hrabia Cranbrook
- 1911–1915: Gathorne Gathorne-Hardy, 3. hrabia Cranbrook
- 1915–1978: John David Gathorne-Hardy, 4. hrabia Cranbrook
- 1978 -: Gathorne Gathorne-Hardy, 5. hrabia Cranbrook

Najstarszy syn 5. hrabiego Cranbrook: John Jason Gathorne-Hardy, lord Medway